# Spirostachys africana

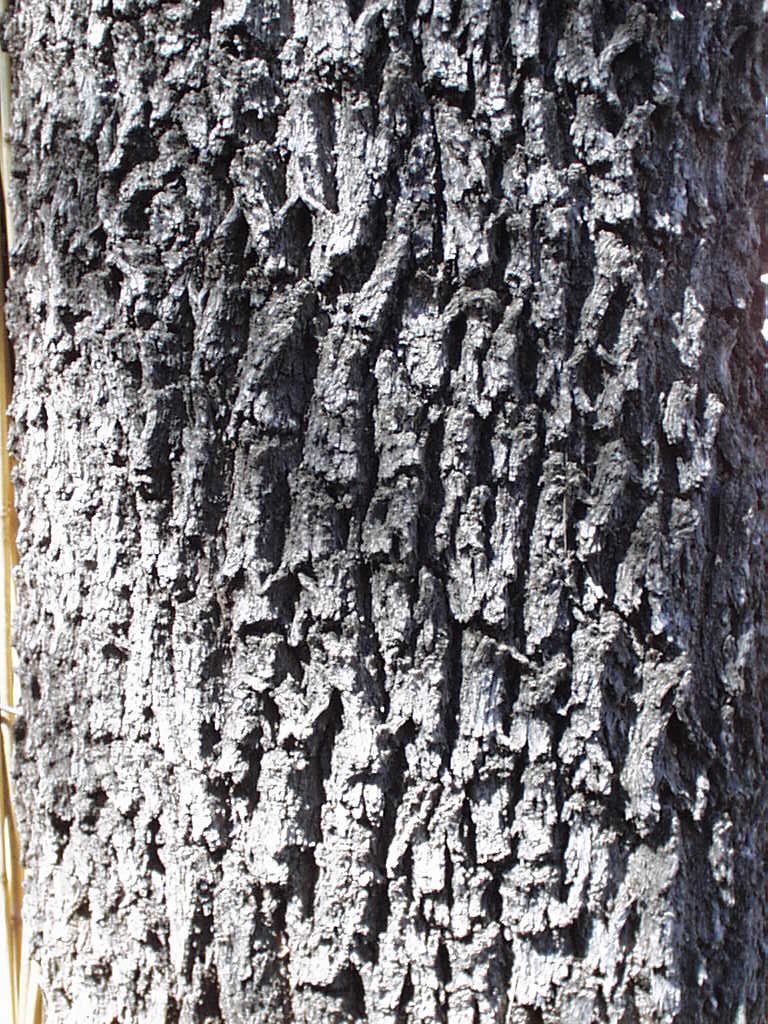
Tronc de S. africana

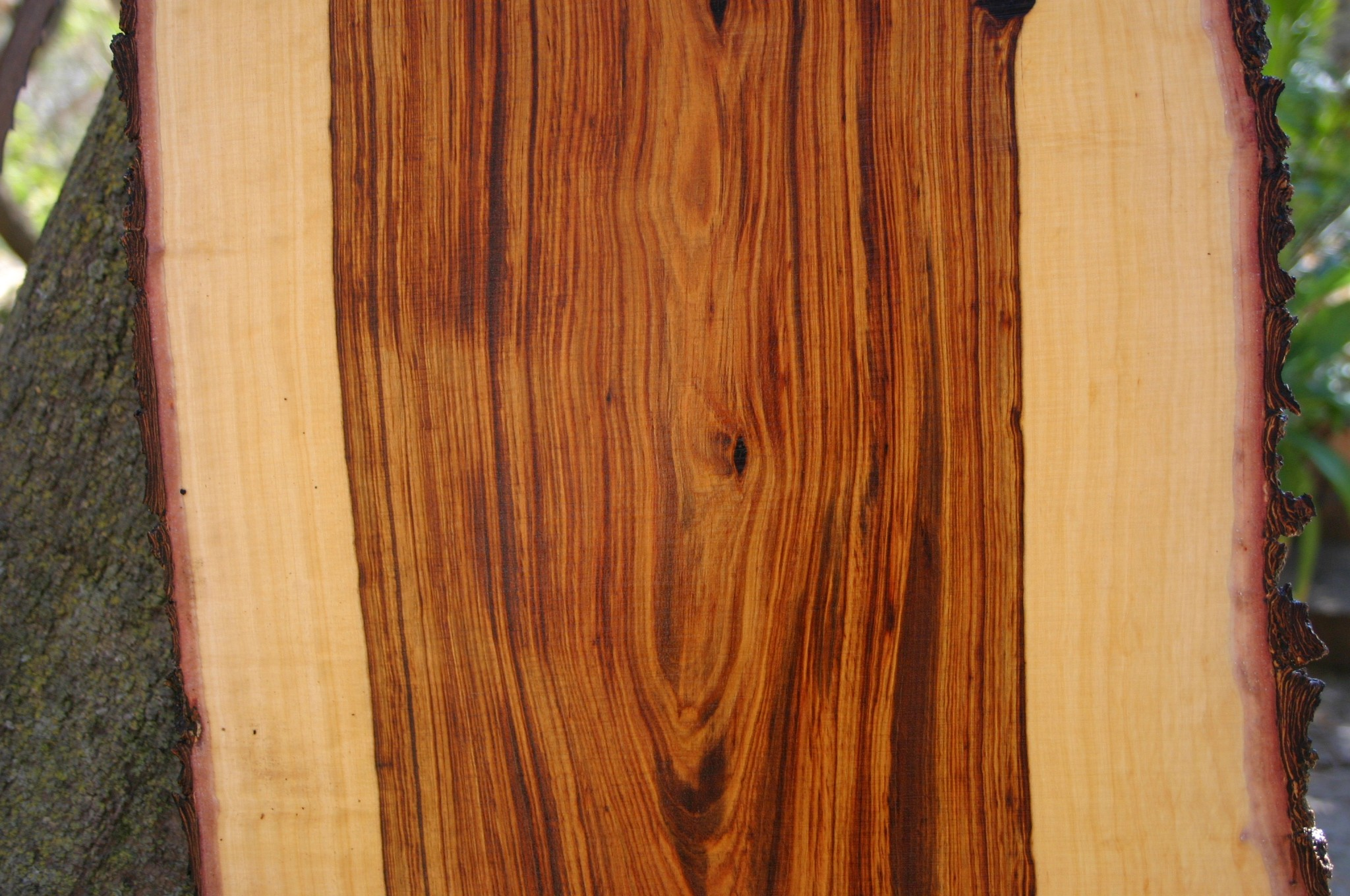
Fusta

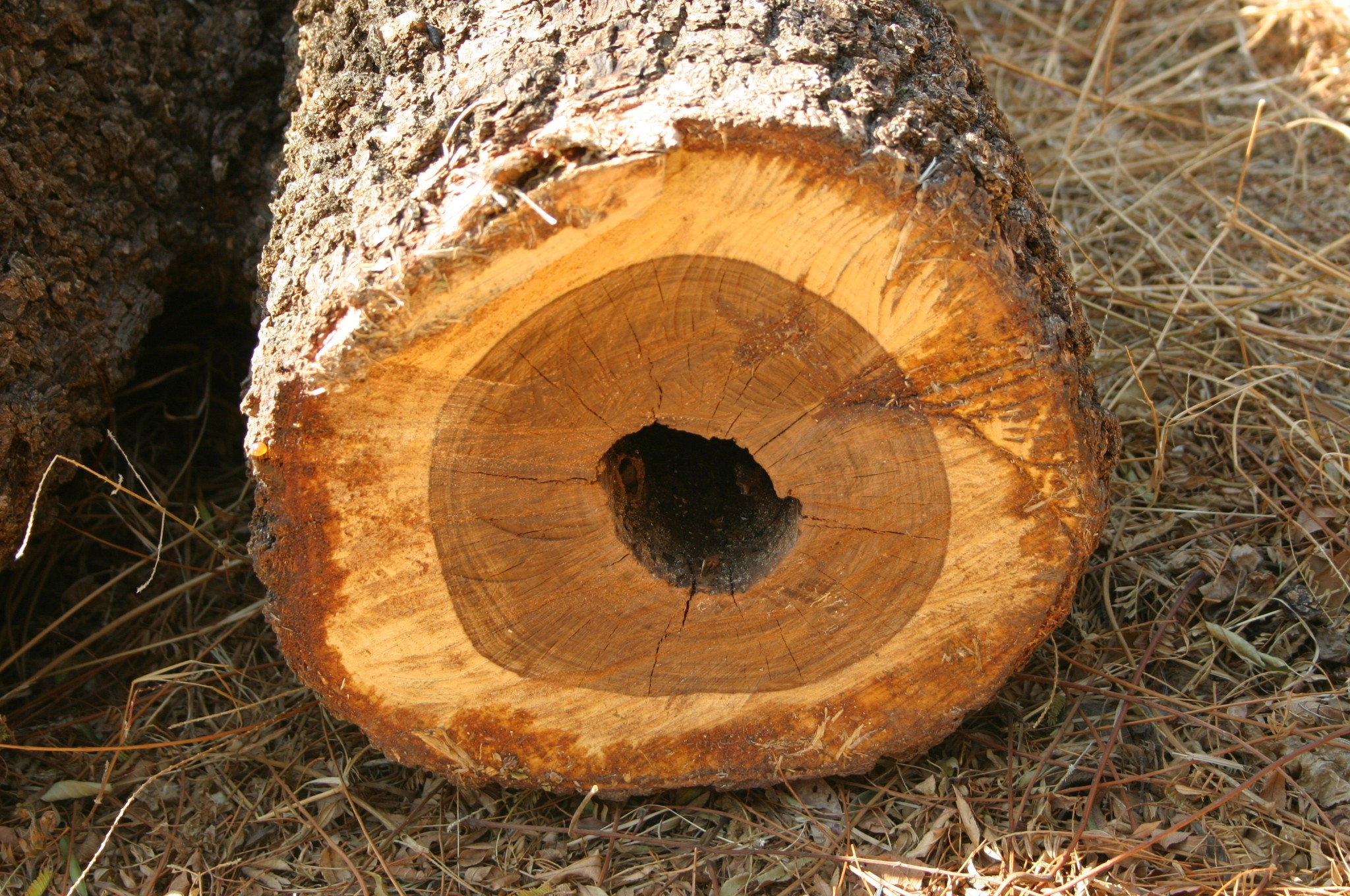
Tronc amb el cor podrit

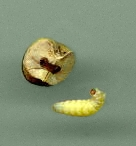
Esquizocarp de S. africana amb la larva Emporia melanobasis

Spirostachys africana és una espècie d'arbre caducifoli de la família de les euforbiàcies de talla mitjana (aproximadament 10 m d'alçada) amb la tija recta, que creix a les parts temperades subtropicals d'Àfrica austral. Prefereix créixer en llocs purs als boscos caducifolis, sovint al llarg de cursos d'aigua o sòls sorrencs.

## Descripció
Les flors són petites, el·líptiques amb els marges crenats, i es tornen vermelles brillants abans de caure. El pecíol té 2 glàndules petites a l'extrem distal. L'escorça gris-negràcia està distintivament dividida en rectangles ben formats. Les flors en forma d'aments apareixen a principis de primavera abans de les fulles. Les flors masculines i femenines es produeixen en el mateix arbre (monoic). Les petites glàndules de 3 lòbuls es divideixen en tres segments iguals quan maduren; en un dia càlid aquesta separació (dehiscència) pot semblar una descàrrega de trets.

## Fusta
Tot i ser susceptible a la putrefacció del cor, és apreciada en la indústria dels mobles per la seva fusta bella densa i durable, la qual és cafè-vermellosa amb ratlles més fosques, un llustre semblant al setí i una olor dolça extremadament fragant. La fusta oliosa traspua un làtex blanc i verinós quan està fresc, i els focs de campament que la cremen com a combustible emeten fums nocius que contaminen la carn o altres menjars a la graella a les flames o carbó. El làtex és usat com a verí per a peixos, és aplicat a les puntes de les fletxes i és usat com a purgant pels nadius. El principi actiu és la excoecarina de diterpè, anomenada així pel manglar de l'Índia Excoecaria agallocha.

### Toxicitat
La carn cuinada sobre la fusta d'aquest arbre causa diarrea severa i en casos extrems la mort. Tot i que el fum del foc d'aquest arbre és verinós i la fusta no ha d'usar-se per a cuinar al foc, una vegada que ha estat cremada, els carbons roents poden usar-se amb completa seguretat.

## Fesols saltarins
Els fruits són amb freqüència parasitats per les larves de la petita arna gris Emporia melanobasis.
Les larves es desenvolupen dins dels fruits creixents, els quals no mostren danys externs. La larva es plega dins dels segments caiguts, fent que es moguin erràticament i amb força, per sorpresa de l'inexpert. Això l'ha dut a ser atorgat amb el nom d'"Arbre del fesol saltarí". El "fesol saltarí" mexicà, Sebastiania sp., també pertany a la família de les Euphorbia i està parasitat per l'arna Cydia deshaisiana.